# Tri Nations 2012 (Rugby)
El Tri Nations  del 2012 fue la 1.ª edición del torneo de selecciones africanas y europeas de rugby que se celebró del 10 al 17 de noviembre en Namibia.
Fue organizado por la International Rugby Board

## Equipos participantes
- Selección de rugby de España (Leones)
- Selección de rugby de Namibia (Welwitschias)
- Selección de rugby de Zimbabue (Sables)

## Posiciones
| Pos. | Equipo   | Encuentros | Encuentros | Encuentros | Encuentros | Tantos | Tantos | Tantos | Puntos Bonus | Puntos Totales |
| Pos. | Equipo   | J          | G          | E          | P          | F      | C      | Dif.   | Puntos Bonus | Puntos Totales |
| ---- | -------- | ---------- | ---------- | ---------- | ---------- | ------ | ------ | ------ | ------------ | -------------- |
| 1    | España   | 2          | 2          | 0          | 0          | 85     | 51     | + 34   | 2            | 10             |
| 2    | Namibia  | 2          | 1          | 0          | 1          | 74     | 71     | + 3    | 3            | 7              |
| 3    | Zimbabue | 2          | 0          | 0          | 2          | 48     | 84     | - 36   | 2            | 2              |

Nota: Se otorgan 4 puntos al equipo que gane un partido y 2 al que empate
Puntos Bonus: 1 punto por convertir 4 tries o más en un partido y 1 al equipo que pierda por no más de 7 tantos de diferencia

## Resultados
| 10 de noviembre | Namibia | 37 - 33 | Zimbabue | Hage Geingob Rugby Stadium, Windhoek |  |

| 14 de noviembre | Zimbabue | 14 - 47 | España | Hage Geingob Rugby Stadium, Windhoek |  |

| 17 de noviembre | Namibia | 37 - 38 | España | Hage Geingob Rugby Stadium, Windhoek |  |

| Bandera de España |
| Campeón España    |
| Primer título     |